# The Source (rivista)
The Source è una rivista periodica statunitense specializzata in cultura hip hop, attualmente diretta dal rapper di Boston Raymond Scott, meglio conosciuto con lo pseudonimo di Benzino. Le prime tracce della rivista risalgono ad una newsletter di David Mays e Jon Shecter datata 1988, attualmente è la più conosciuta e letta rivista hip hop nel mondo.

## Storia
The Source nasce nel 1988 ad Harvard da un incontro tra David Mays e Jon Shecter: i due studenti, entrambi bianchi, sono appassionati di hip hop e desiderano ampliare la conoscenza di questa cultura emergente. La prima edizione della rivista è una newsletter per un concerto e, dopo un colloquio con LL Cool J, i due decidono di trasformarla in un magazine vero e proprio. I due coinvolgono due amici, James Benard e Ed Young, che diventano azionari, mentre David Mays diventa redattore e Jon Shecter editore. Nel 1990 la rivista sposta la sede da Boston a New York, per poter ampliare il proprio mercato.
La rubrica Unsigned Hype, forse la più importante della rivista, ha il compito di lanciare giovani talenti mettendoli in contatto con le maggiori etichette discografiche, lanciando tra gli altri DMX, Eminem, The Notorious B.I.G., Common e 50 Cent.
Il magazine non parla unicamente di hip hop, come recita lo slogan (Hip-hop music, politics and culture), ma include argomenti quali i disagi della vita nel ghetto, i problemi con la polizia e l'uso delle sostanze stupefacenti. La rivista conta più di otto milioni di abbonati, risultando una delle riviste musicali più lette nel mondo.

## The Source Awards
La rivista è anche conosciuta per l'edizione annuale dei premi The Source Hip-hop Music Awards Show. La prima edizione risale al 1994 ed è caratterizzata dall'interruzione dell'esibizione degli A Tribe Called Quest da parte di Tupac Shakur, senza però che la questione degeneri in rissa.
La seconda edizione, tenutasi nel 1995 al Madison Square Garden di New York, risulta nel bel mezzo della faida tra East Coast e West Coast, ed è qui che si tiene il famoso discorso di Suge Knight, presidente della Death Row Records, in cui attacca Sean Combs, presidente dell'avversaria Bad Boy Records, con la frase "Qualunque artista che non voglia vedere il suo produttore discografico ballare in tutti i video e rappare su tutti gli album può venire alla Death Row". A seguito di questo fatto la manifestazione viene interrotta fino al 1999.
Il 29 agosto 2000 a Pasadena, in California, la manifestazione viene bloccata per l'eccessiva dose di violenta sul palco e dietro le quinte, due terzi dei premi assegnati non vengono consegnati e due esibizioni non vengono portate a termine. In più DJ Quik viene ricoverato nell'ospedale locale e gli viene interdetta la partecipazione ad ogni evento futuro organizzato dalla rivista. Dopo questi incresciosi fatti le manifestazioni si sono svolte senza eccessivi problemi.

## Unsigned Hype
La rivista contiene la rubrica Unsigned Hype specializzata in musica hip hop.
La rubrica è dedicata alla scoperta di nuovi rapper, meritevoli di un contratto discografico. Nel corso degli anni comparire come Unsigned Hype è diventata una nota di merito nel mondo dell'hip hop e numerosi rappers, oggi famosi, sono comparsi nella rubrica, prima del grande successo di pubblico. Tra questi ricordiamo: The Notorious B.I.G., Eminem, DMX, 50 Cent, Immortal Technique, Pitbull, Common, Mobb Deep (ancora con il nome di Poetical Prophets), Bishop Lamont, Ya Boy, Joell Ortiz, Lil Flip, Streetz & Young Deuces, DJ Shadow, Percee-P, Rasco, e Proof.